# Luigi Chiavarino
Luigi Chiavarino (San Benedetto Belbo, Cuneo, 28. prosinca 1865. – Biella, 21. studenoga 1953.), talijanski katolički svećenik i vjerski pisac, salezijanac

## Životopis
Rodio se u San Benedettu Belbu 1865. godine. Vrlo mlad je ušao u oratorij u Valdoccu, zaredio se za salezijanca i pomagao je sve do smrti. Za svećenika se zaredio 2. listopada 1889. godine. Posvetio se predikacijama i publicistici u Pijemontu, surađivavši s don Giacomom Alberioneom. Bio je župnik u rodnom mjestu dvadesetak godina (1930. – 1950.). Umro je u Bielli 1953. godine.
Na hrvatski su mu prevedena djela Ispovijedajte se dobro (10. izdanje je popravljeno i prošireno) - praktični priručnik na temu Svete ispovijedi, Pričešćujte se dobro - napisana s namjerom da spriječi najveću nesreću svetogrdnu Pričest, Razmatranje o posljednjim stvarima, Don Bosco se smije : ˝Cvjetići˝ sv. Ivana Bosca (preveo na hrvatski Rudi Paloš).

## Vanjske poveznice
- WorldCat Quiavarino, Louis